# Koit
黎明，为特尼斯·马吉所作歌曲，爱沙尼亚歌唱革命期间流行，也是Mägi最著名音乐作品。此歌为抗争歌，之中宣传希望爱沙尼亚脱离苏联的意愿，其歌词有相当的暗示性，之中提到“新黎明”的破晓。